# Cotale
Cotale è una moneta  d'argento coniata a Firenze nel 1503. L'anno successivo prese il nome di barile ed in seguito di gabellotto. Questi nomi derivano dal fatto che serviva a pagare il dazio del vino e la gabella.
In seguito il suo posto fu preso dal giulio, che aveva lo stesso valore. Il peso era di circa 4 grammi con mm 28 di diametro. Il rapporto con il fiorino d'oro era di 1 fiorino = 10 1/3 cotali.
Recava al dritto il giglio di Firenze ed intorno la legenda "DET. TIBI. FLORERE. XPS. FLORENTIA. VERE.", che era presente sulle monete fiorentine dal 1314
Al rovescio c'era il San Giovanni, protettore della città.
Essendo stata battuta per poco tempo è relativamente rara. Il museo del Bargello ne possiede diversi esemplari nella propria collezione numismatica.